# Homalomelas zonatus
Homalomelas zonatus är en skalbaggsart som beskrevs av Francis Polkinghorne Pascoe 1859. Homalomelas zonatus ingår i släktet Homalomelas och familjen långhorningar.
Artens utbredningsområde är Sri Lanka. Inga underarter finns listade i Catalogue of Life.